# كريستينا بينيتش
كريستينا بينيتش (بالكرواتية: Kristina Benić) مواليد 4 يونيو 1988 في دوبروفنيك، جمهورية يوغوسلافيا الاشتراكية الاتحادية، هي لاعبة كرة سلة كرواتية. لعبت مع نادي شيبينيك لكرة السلة للسيدات ونادي نوفي زغرب لكرة السلة في الدوري الكرواتي لكرة السلة للسيدات.

## روابط خارجية
- كريستينا بينيتش على موقع الاتحاد الدولي لكرة السلة (الإنجليزية)
- كريستينا بينيتش على موقع كرة السلة الأوروبية.كوم (الإنجليزية)
- كريستينا بينيتش على موقع بروبوليرز (الإنجليزية)